# Looping Star
A Looping Star egy, a német Schwarzkopf GmbH által 1978-1983 között gyártott hullámvasúttípus. Az attrakció egykor igen népszerűnek számított, több mint húsz példány üzemelt belőle, de napjainkban mindössze öt működik, ebből kettő Európában. 2000 és 2009 között Magyarországon is működött egy egysége, a budapesti Vidám Parkban.
A vasút első példányait Németországban utazó vidámparkok kezdték el használni, az első fix egységeket 1979-ben nyitották meg: az elsőt Belgiumban, a Bobbejaanland nevű vidámparkban, a másodikat Hollandiában, a Slagharen nevű parkban. A további példányok nagy része Angliában, az Egyesült Államokban és Japánban üzemelt, de voltak olasz, magyar, svéd, spanyol, brazil, és francia egységei is. A gyártó cég 1983-ban leállította a gyártását, az 1990-es évek végére a berendezések elavultak. A belgiumi vasutat 2003-ban, a hollandiait 37 év működés után, 2016-ban zárták be. Jelenleg mindössze öt példánya működik: egy Olaszországban, egy Cipruson, egy az Egyesült Államokban, egy Japánban, és egy Botswanában.